# Alan Watts

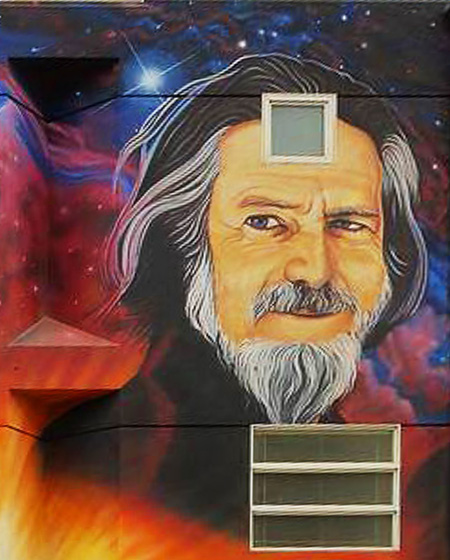
Alan Watts auf einem Wandgemälde in Venice, Kalifornien (Idee: Perry Rod, Gestaltung: Peter Moriarty, Ausführung: Levi Ponce)

Alan Watts (* 6. Januar 1915 in Chislehurst, Kent, England als Alan Wilson Watts; † 16. November 1973 am Mount Tamalpais, Kalifornien, USA) war ein britischer Religionsphilosoph und spiritueller Lehrer, der einen entscheidenden Beitrag zur Popularisierung östlicher Philosophie und Spiritualität in der westlichen Welt in der zweiten Hälfte des 20. Jahrhunderts leistete. Er wirkte zu Lebzeiten vorwiegend in den Vereinigten Staaten, wo er zunächst als Priester der Episkopalkirche, später als Dozent und freier Schriftsteller tätig war.
Mit seiner Interpretation von Buddhismus, Daoismus und Hinduismus traf er vor allem bei der gegenkulturellen Jugendbewegung der 1960er Jahre (Hippies etc.) den Nerv der Zeit und prägte deren Weltbild und Lebensstil mit. Zentralen Einfluss auf sein Denken hatte die buddhistische Philosophie des Zen; sein Buch The Way of Zen aus dem Jahr 1957 gilt als das erste Bestseller-Buch über den Buddhismus überhaupt. Seine über 25 Bücher sowie seine vielzähligen Artikel und Reden handeln von Themen wie persönlicher Identität, der wahren Natur der Wirklichkeit und dem menschlichen Bewusstsein. Audioaufnahmen seiner Reden erfreuen sich bis heute großer Beliebtheit, unter anderem in Form von Ausschnitten auf YouTube oder als Text-Samples für elektronische Musik.

## Leben

### Kindheit und Jugend
Der gebürtige Engländer wuchs in einer Mittelschichtfamilie auf. Sein Vater Laurence Wilson Watts (1880–1974) war Reifenhändler für Michelin, seine Mutter Emily Mary Watts, geborene Buchan Hausfrau und Tochter eines christlichen Missionars. In seinen Jugendjahren wandte sich Watts dem Buddhismus zu und trat der Buddhist Society in London bei, deren Sekretär er 1931 im Alter von nur 16 Jahren wurde. Nach Abschluss der Schule arbeitete er zunächst in einer Druckerei und später in einer Bank; eine Zeitlang war er Anhänger des „Gurus“ Dimitrije Mitrinović, der wiederum von P. D. Ouspensky, Georges I. Gurdjieff und den Psychoanalytikern Sigmund Freud, Carl Gustav Jung und Alfred Adler beeinflusst wurde.
Watts’ Faszination für die Zen-Philosophie entwickelte sich während der 1930er Jahre. 1936 veröffentlichte er mit The Spirit of Zen sein erstes Buch, welches noch stark von Daisetz Teitaro Suzuki geprägt war, den er im selben Jahr auch auf einem Religionenkongress in London traf. Später kritisierte er dieses selbst als „popularisation of Suzuki's earlier works, and besides being very unscholarly it is in many respects out of date and misleading“ („Popularisierung des Frühwerks Suzukis, und nicht nur unwissenschaftlich, sondern in vielerlei Hinsicht auch veraltet und irreführend“).

### Christliche Jahre
1939 wanderte er in die USA aus, um an der University of Vermont und später am Seabury Western Theological Seminary Theologie zu studieren. In dieser Zeit versuchte er allem voran, asiatische Philosophie und Christentum zu vereinen. Seinen Masterabschluss erlangte er mit Behold the Spirit, einer Arbeit über die „Notwendigkeit mystischer Religion“. Ab 1945 diente er fünf Jahre lang als Priester der US-Episkopalkirche. 1950 legte er sein Amt nieder, da eine außereheliche Affäre seine Ehe beendete und da sich seine buddhistisch geprägten Überzeugungen nicht mehr mit der Doktrin der Kirche vereinen ließen.

### Durchbruch als Schriftsteller und Dozent
1951 zog Watts nach Kalifornien, wo er an der American Academy of Asian Studies in San Francisco lehrte, ein paar Jahre lang auch deren Verwaltung leitete und die chinesische Schrift und chinesische Kalligraphie lernte. Beim Radiosender KPFA in Berkeley baute sich Watts ab 1953 über fast zehn Jahre hinweg über eine wöchentliche Radiosendung, für die er keine Bezahlung erhielt, eine große reguläre Zuhörerschaft auf. 1957 verließ er aufgrund der sich anbahnenden Karriere außerhalb des akademischen Umfeldes die Fakultät in San Francisco. Danach war Watts nie länger an eine Universität gebunden, besaß aber jeweils kurzfristig verschiedene Stellen (meist als Professor und Dozent) an verschiedenen Universitäten und Hochschulen, darunter eine „fellowship“ an der Harvard University von 1962 bis 1964.
1957 veröffentlichte der damals 42-jährige Watts The Way of Zen, welches zum ersten Bestseller über den Buddhismus überhaupt wurde und ihn international bekannt machte. The Way of Zen ist eine philosophische Abhandlung über den Zen-Buddhismus, die auch geschichtliche Elemente enthält sowie Bezüge zum damals neuen Frühwerk Norbert Wieners über die Kybernetik. 
1958 tourte er mit seinem Vater durch Europa und traf dabei unter anderem C. G. Jung und Karlfried Graf Dürckheim. Ebenfalls 1958 nahm er mehrmals LSD und veröffentlichte erste Arbeiten über spirituelle Erfahrungen durch Psychedelika, die unter anderem auch auf Erfahrungen mit Meskalin basierten. Watts’ Werke der 1960er Jahre zeigen einen Einfluss dieser Substanz-Erfahrungen auf seine Ansichten. Später sagte er über den Konsum psychedelischer Drogen: „If you get the message, hang up the phone. For psychedelic drugs are simply instruments, like microscopes, telescopes, and telephones. The biologist does not sit with eye permanently glued to the microscope, he goes away and works on what he has seen.“ („Wenn du die Nachricht verstanden hast, beende das Telefonat. Psychedelische Drogen sind nämlich lediglich Instrumente, wie Mikroskope, Teleskope und Telefone. Ein Biologe sitzt nicht ständig mit dem Auge am Mikroskop klebend, er geht weg und verarbeitet das, was er gesehen hat.“)

### Tod
Watts rauchte den Großteil seines Lebens. In den letzten Jahren unterrichtete er viel und hatte zudem mit Alkoholproblemen zu kämpfen. Nach einer anstrengenden internationalen Vorlesungsreise starb Alan Watts im November 1973 im Alter von 58 Jahren in seiner Berghütte am Mount Tamalpais.
Watts war dreimal verheiratet und hinterließ sieben Kinder.

## Watts’ Philosophie

### Form
Alan Watts war ein populärer philosophischer Autor des zwanzigsten Jahrhunderts und passte sich in Sprache und ausgedrücktem fundamentalen Weltbild in der Regel der jeweiligen Zuhörerschaft an. Lange bevorzugte er es, in der Sprache moderner Wissenschaft und Psychologie zu schreiben (so zum Beispiel in Psychotherapy East and West), und knüpfte Verbindungen zwischen Spiritualität und der empirischen, materiellen Welt der „harten“ Wissenschaften des 20. Jahrhunderts (wie der Physik).

### Inhalt
Watts sah die Welt im Sinne des Pantheismus grundlegend als eins an. Das vom Rest der Welt abgetrennte und durch die Geburt „in die Welt hinein gekommene“ Ego hielt er für eine Illusion. Stattdessen betonte er, dass jede Person „aus der Welt heraus gewachsen“ sei und damit Folge des Ganzen und mit allem verbunden. Das lebende und erlebende Ich sei damit nicht weniger als das gesamte Universum, das sich dadurch selbst erfährt. Watts fand in diesem Zusammenhang Gefallen an hinduistischen Konzepten wie Brahman, Tat Tvam Asi, Lila und Maya und schloss aus diesen unter anderem, dass unser Leben als ein Versteckspiel des Göttlichen vor sich selbst betrachtet werden kann. 
Ebenfalls stark beeinflusst wurde er von den dualistischen Prinzipien östlicher Philosophie wie dem Yin und Yang des Daoismus. Am meisten beeinflusste ihn aber wohl die Lehre des Zen-Buddhismus. In voller Übereinstimmung mit dieser Lehre ist seine Ansicht, dass unser alltägliches, alle Lebensbereiche durchdringendes Wollen unglücklich macht und ersetzt werden sollte durch ein Loslassen und Sich-Einlassen auf den Fluss der Dinge, woraus sich ein spielerischer Umgang mit dem Leben entwickeln kann.
Er verstand sich als Denker und Öffentlichkeitsarbeiter gegen das durch Entfremdung verursachte Leid des Menschen in der modernen Welt, worin er verschiedenen anderen Denkern seiner Zeit stark ähnelte, darunter seinem Freund Aldous Huxley. Er propagierte zudem die vermehrte Integration der Ästhetik in alle Bereiche des typischen amerikanischen Lebens, also bessere Architektur, feineres und bewussteres Essen, mehr Kunst und Ähnliches, und lebte diese Prinzipien mit Gleichgesinnten in der Kommune Druid Heights in der Nähe von Mill Valley am Osthang des Mount Tamalpais in Kalifornien. Seine Schriften reflektieren unter anderem auch die kulturellen und psychischen Begrenzungen, die er in Großbritannien erfahren hatte. Trotz der Bildungschancen, die ihm durch die Schulen in seiner Kindheit eröffnet worden waren, empfand er den allgemeinen kulturellen Einfluss, insbesondere im religiösen Bereich, als restriktiv und repressiv. Seiner Meinung nach hatte sich die westlich-christliche Kultur im Laufe der Jahrhunderte auf eine Art und Weise entwickelt, die der menschlichen Natur als solcher skeptisch gegenübersteht, die das Wesen des Menschen unterdrückt und ihn von einem ganzheitlichen, naturbezogenen Weltbild entfremdet, anstatt ihn zu lehren, sein wahres Wesen zu erkennen und im Hier und Jetzt zu leben. Er kritisierte vor allem auch die größten (konservativen) Werte seiner Zeit wie das Streben nach Reichtum und die Monogamie.

### Beispielzitate
„A person who thinks all the time has nothing to think about except thoughts. So, he loses touch with reality and lives in a world of illusions.“

„Jemand, der die ganze Zeit nachdenkt, hat nichts, worüber er nachdenken kann, außer Gedanken. Er verliert also die Verbindung zur Realität und lebt in einer Welt der Illusionen.“

“Inability to accept the mystic experience is more than an intellectual handicap. Lack of awareness of the basic unity of organism and environment is a serious and dangerous hallucination. For in a civilization equipped with immense technological power, the sense of alienation between man and nature leads to the use of technology in a hostile spirit – to the ‚conquest‘ of nature instead of intelligent co-operation with nature.”

„Die Unfähigkeit, die spirituelle Erfahrung als solche anzuerkennen, ist mehr als eine intellektuelle Beschränkung. Ein Mangel an Bewusstsein der grundlegenden Einheit von Organismus und Umwelt ist eine ernsthafte und gefährliche Halluzination. Denn in einer Zivilisation, die mit immenser technologischer Macht ausgestattet ist, führt die Entfremdung zwischen Mensch und Natur zur Anwendung von Technologie in einer feindseligen Geisteshaltung – zur ‚Eroberung‘ der Natur statt intelligenter Kooperation mit ihr.“

“If you awaken from this illusion and you understand that black implies white, self implies other, life implies death […], you can feel yourself – not as a stranger in the world, not as something here on probation, not as something that has arrived here by fluke - but you can begin to feel your own existence as absolutely fundamental.”

„Wenn Du aus dieser Täuschung erwachst und verstehst, dass Schwarz Weiß impliziert, das Selbst das Andere, das Leben den Tod […], dann kannst Du dich selbst fühlen – nicht als einen Fremden in der Welt, nicht als etwas, das hier zur Bewährung ist, nicht als etwas, das hier durch einen Zufall gelandet ist – sondern Du kannst beginnen, zu spüren, dass deine eigene Existenz grundlegend notwendig ist.“

## Erwähnungen in der Popularkultur

### Film
In dem Film Her aus dem Jahr 2013 generieren die Bewusstsein erlangenden Betriebssysteme eine künstliche, hyperintelligente virtuelle Persönlichkeit aus den Büchern Alan Watts’, die auch nach diesem benannt ist.

### Musik
Viele Lieder der elektronischen Musik enthalten Auszüge seiner Vorträge, so die Stücke Dreams von nuages, Overthinker von INZO, Gate – Relief, Man of No Ego – K-Pax, Virtual Riot – Earth & Sky, Nox Vahn & Marsh - Come Together, Ale Nation – Priorities oder das Intro des Debütalbums Full Circle der Britischen Trip-Hop-Band Hælos. (Dieses basiert auf einem von Watt gelesenen Text aus seinem Spectrum of Love.) Unter allen Subgenres der elektronischen Musik sind solche Samples in der Psytrance-Musik wohl am weitesten verbreitet.
Aber auch in der Musik anderer Genres finden sich vereinzelt Audioaufnahmen von Watts, wie beispielsweise im Lied Memento Mori der Metalcore-Band Architects, im Song Tired of Winning / Ships in the Night der Alternative-Metal-Band Nothing More oder auch in The Parable von der Progressive-Metal-Band The Contortionist. Auch der amerikanische Rapper Logic sampelte mehrmals Watts’ Reden oder erwähnte ihn in seinen Texten.

## Werke (Auswahl)
- The Spirit of Zen, 1936
- The Legacy of Asia and Western Man, 1937
- The Meaning of Happiness, 1940
- The Theologica Mystica of St. Dionysius, 1944
- Behold the Spirit, 1948
- Easter – Its Story and Meaning, 1950
- The Supreme Identity, 1950
- Weisheit des ungesicherten Lebens (orig.: The Wisdom of Insecurity, 1951), O.W.Barth 1955
- Mythos und Ritus des Christentums (orig.: Myth and Ritual in Christianity, 1953), O.W.Barth 1956
- The Way of Zen, Pantheon Books, New York City, USA 1957.
  - deutsch von Manfred Andrae: Zen-Buddhismus. Tradition und lebendige Gegenwart. rowohlts deutsche enzyklopädie, Reinbek bei Hamburg 1961.
- Im Einklang mit der Natur (orig.: Nature, Man, and Woman, 1958), 1977, ISBN 3-85914-114-7
- „Dies ist es“ und andere Essays über Zen und spirituelle Erfahrung (orig.: „This Is It“ and Other Essays on Zen and Spiritual Experience, 1960), 1981, ISBN 3-85914-135-X
- Psychotherapie und östliche Befreiungswege (orig.: Psychotherapy East and West, 1961), Goldmann 1986, ISBN 3-442-11410-1
- Kosmologie der Freude – Abenteuer in den Welten des Bewusstseins (orig.: The Joyous Cosmology – Adventures in the Chemistry of Consciousness, 1962), At-Verlag, ISBN 3-85502-681-5
- The Two Hands of God – The Myths of Polarity, 1963
- Beyond Theology – The Art of Godmanship, 1964
- Die Illusion des Ich. (orig.: The Book – On the Taboo Against Knowing Who You Are. 1966), Goldmann 2005, ISBN 3-442-21717-2
- Nonsense, 1967
- Does It Matter? - Essays on Man's Relation to Materiality. 1970
- Erotic Spirituality – The Vision of Konarak. 1971
- Die Kunst der Kontemplation. (orig.: The Art of Contemplation. 1972), Kamphausen 1987, ISBN 3-591-08033-0
- In My Own Way – An Autobiography 1915–1965. 1972
- Cloud-hidden, Whereabouts Unknown – A Mountain Journal. 1973
- Der Lauf des Wassers – Die Lebensweisheit des Taoismus. (orig: Tao: The Watercourse Way. 1975), Insel, Frankfurt 2003, ISBN 3-458-34639-2.
- The Early Writings of Alan Watts. 1987
- The Modern Mystic: A New Collection of Early Writings. 1990
- Das Tao der Philosophie. (orig.: The Tao of Philosophy. 1995), Theseus Berlin 2003, ISBN 3-89620-208-1
- Lebe jetzt! Der Weg der Befreiung (orig.: The Way of Liberation. Neuausgabe der deutschen Erstausgabe Leben ist jetzt. Das Achtsamkeitsbuch), Herder, Freiburg im Breisgau 2009, ISBN 978-3-451-06137-0